# Ardière
Die Ardière (oft auch Ardières geschrieben) ist ein Fluss in Frankreich, der im Département Rhône in der Region Auvergne-Rhône-Alpes verläuft. Sie entspringt an der Gemeindegrenze von Les Ardillats und Chénelette, entwässert generell Richtung Südost bis Ost und mündet nach rund 30 Kilometern im Gemeindegebiet von Taponas als rechter Nebenfluss in die Saône.

## Orte am Fluss
(Reihenfolge in Fließrichtung)
- Les Chières, Gemeinde Les Ardillats
- Les Dépôts, Gemeinde Saint-Didier-sur-Beaujeu
- Beaujeu
- Cercié
- Saint-Jean-d’Ardières
- Belleville